# Малай-Добровольская, Мария Ивановна
Мария Ивановна Малай (Малай-Добровольская)  (1923 — ?) — звеньевая колхоза «13 лет Октября» Дубоссарского района Молдавской ССР. Герой Социалистического Труда (09.03.1949).

## Биография
Родилась в 1923 году в селе Коржево (ныне – микрорайон города Дубоссары Дубоссарского района непризнанной Приднестровской Молдавской Республики). Молдаванка.
Работала колхозницей, а затем звеньевой табаководческой бригады колхоза «13 лет Октября» Дубоссарского района Молдавской ССР. В 1948 году руководимое ею звено получило урожай табака сорта «Трапензонд» 22,3 центнера с гектара на площади 3 гектара.
Указом Президиума Верховного Совета СССР от 9 марта 1949 года за получение высоких урожаев табака при выполнении колхозом обязательных поставок и контрактации по всем видам сельскохозяйственной продукции, натуроплаты за работу МТС в 1948 году и обеспеченности семенами всех культур в размере полной потребности для весеннего сева 1949 года Малай Марии Ивановне присвоено звание Героя Социалистического Труда с вручением ордена Ленина и золотой медали «Серп и Молот».
Этим же указом звание Героя Социалистического Труда было также присвоено еще трём работникам колхоза «13 лет Октября»: бригадиру М. П. Каймакану , звеньевой В. П. Дорул и звеньевой А. И. Мицул .
В последующие годы М. И. Малай-Добровольская работала в колхозе до выхода на пенсию.
С 1978 года – персональный пенсионер союзного значения. Жила в городе Дубоссары.
Дата смерти не установлена.

## Награды
- Золотая медаль «Серп и Молот»(09.03.1949)
- Орден Ленина (09.03.1949)
- Медаль «В ознаменование 100-летия со дня рождения Владимира Ильича Ленина» (6 апреля 1970)
- Медаль «За трудовое отличие»
- Медаль «Ветеран труда»
- медалями ВДНХ СССР:

## Память
- На могиле установлен надгробный памятник
- В мае 2017 года в Дубоссарах была открыта Доска почёта Героев Социалистического Труда, на которой размещён портрет М.И. Малай[1].